# Danso Gordon
Danso Nyameche Gordon (Toronto, 3 agosto 1979) è un attore canadese.
Nato nell'Ontario, Gordon ha vissuto ad Halifax, Nuova Scozia, prima di trasferirsi a Los Angeles negli Stati Uniti per perseguire la propria carriera di attore. Il suo primo ruolo televisivo in assoluto è stata una comparsa come ospite nella serie di attualità del canale televisivo canadese CBC Street Cents, in seguito al quale è stato scelto per recitare in uno spot pubblicitario di calzature sportive insieme alla star del basket Charles Barkley. Questi due ruoli gli hanno aperto le porte della recitazione, in quanto è stato poi scelto per partecipare a serie televisive quali I viaggiatori e lungometraggi quali il film del 1998 American History X, oltre che nella sitcom della NBC Hang Time, in onda il sabato mattina. Uno dei suoi ruoli più riconosciuti è stato quello di Hank Beecham nella serie televisiva originale di Disney Channel In a Heartbeat, basata sulle vite reali degli adolescenti che fanno volontariato come paramedici nelle squadre di soccorso d'emergenza. Altri ruoli sono quelli nella serie originale della N-Network South Of Nowhere e nel teen drama su internet College Daze, iniziato nel 2007.
Per quanto riguarda lavori non affini al mondo dello spettacolo, Gordon è co-proprietario di una compagnia di abbigliamento di nome Caleb.
Nel 2007, è stato regista del cortometraggio COLE, che ha vinto il premio nella categoria "Miglior Attore" al Playhouse West Film Festival dello stesso anno.
La sua ultima apparizione televisiva risale al 2010, quando ha partecipato ad uno spot pubblicitario per la State Farm.